# Laterza
Laterza är en ort och kommun i provinsen Taranto i regionen Apulien i Italien. Kommunen hade 15 171 invånare (2017).